# Kerstin Wöller
Kerstin Wöller (* 17. April 1967) ist eine deutsche Bodybuilderin und deutsche Meisterin im Bodybuilding.
Die Gymnasiallehrerin für Englisch und Französisch am Albert-Einstein-Gymnasium Buchholz, kam durch Zufall 1991 zum Bodybuilding. Bereits bei ihrer ersten Meisterschaft (2005) gewann sie den deutschen Meistertitel in ihrer Gewichtsklasse. Ihr Mann, André Klatt, ebenfalls Bodybuilder, ist norddeutscher Meister im Bodybuilding. Wöller wohnt in Kakenstorf (Landkreis Harburg).